# Collegio uninominale Sicilia 1 - 07
Il collegio elettorale uninominale Sicilia 1 - 07 è stato un collegio elettorale uninominale della Repubblica Italiana per l'elezione della Camera dei deputati tra il 2017 ed il 2022.

## Territorio
Come previsto dalla legge elettorale italiana del 2017, il collegio era stato definito tramite decreto legislativo all'interno della circoscrizione Sicilia 1.
Era formato dal territorio di 21 comuni: Agrigento, Aragona, Camastra, Campobello di Licata, Canicattì, Castrofilippo, Comitini, Favara, Grotte, Joppolo Giancaxio, Licata, Naro, Palma di Montechiaro, Porto Empedocle, Racalmuto, Raffadali, Ravanusa, Realmonte, Santa Elisabetta, Sant'Angelo Muxaro e Siculiana.
Il collegio era quindi interamente compreso nella provincia di Agrigento.
Il collegio era parte del collegio plurinominale Sicilia 1 - 03.

## Eletti
| Elezione | Elezione | Deputato       | Partito            |
| -------- | -------- | -------------- | ------------------ |
|          | 2018     | Michele Sodano | Movimento 5 Stelle |

## Dati elettorali

### XVIII legislatura
Come previsto dalla legge elettorale, 232 deputati erano eletti con sistema a maggioranza relativa in altrettanti collegi uninominali a turno unico.
| Candidati              | Candidati                | Voti    | %     | Liste                                | Voti    | %     |
| ---------------------- | ------------------------ | ------- | ----- | ------------------------------------ | ------- | ----- |
|                        | Michele Sodano ✔️ Eletto | 62 587  | 50,54 | Movimento 5 Stelle                   | 62 587  | 50,54 |
|                        | Calogero Pisano          | 39 370  | 31,79 | Forza Italia                         | 22 712  | 18,34 |
| Lega                   | Calogero Pisano          | 39 370  | 31,79 | 7 250                                | 5,85    |       |
| Fratelli d'Italia      | Calogero Pisano          | 39 370  | 31,79 | 6 009                                | 4,85    |       |
| Noi con l'Italia - UDC | Calogero Pisano          | 39 370  | 31,79 | 3 399                                | 2,74    |       |
|                        | Giuseppe Sodano          | 13 652  | 11,02 | Partito Democratico                  | 10 530  | 8,50  |
| Civica Popolare        | Giuseppe Sodano          | 13 652  | 11,02 | 1 830                                | 1,48    |       |
| +Europa                | Giuseppe Sodano          | 13 652  | 11,02 | 890                                  | 0,72    |       |
| Italia Europa Insieme  | Giuseppe Sodano          | 13 652  | 11,02 | 402                                  | 0,32    |       |
|                        | Santa Guzzetta           | 3 425   | 2,77  | Liberi e Uguali                      | 3 425   | 2,77  |
|                        | Sergio Coniglio          | 1 570   | 1,27  | Il Popolo della Famiglia             | 1 570   | 1,27  |
|                        | Giuseppina Di Cristina   | 1 238   | 1,00  | Potere al Popolo!                    | 1 238   | 1,00  |
|                        | Emanuela Martorana       | 858     | 0,69  | Italia agli Italiani                 | 858     | 0,69  |
|                        | Sardo Sutera             | 608     | 0,49  | CasaPound                            | 608     | 0,49  |
|                        | Lillo Musso              | 534     | 0,43  | Lista del Popolo per la Costituzione | 534     | 0,43  |
| Totale                 | Totale                   | 123 842 | 100   |                                      | 123 842 | 100   |
|                        |                          |         |       |                                      |         |       |
| Voti non validi        | Voti non validi          | 5 025   | 3,90  |                                      |         |       |
| Votanti                | Votanti                  | 128 867 | 56,33 |                                      |         |       |
| Elettori               | Elettori                 | 228 757 |       |                                      |         |       |